# Conférence épiscopale de Wurtzbourg (1848)

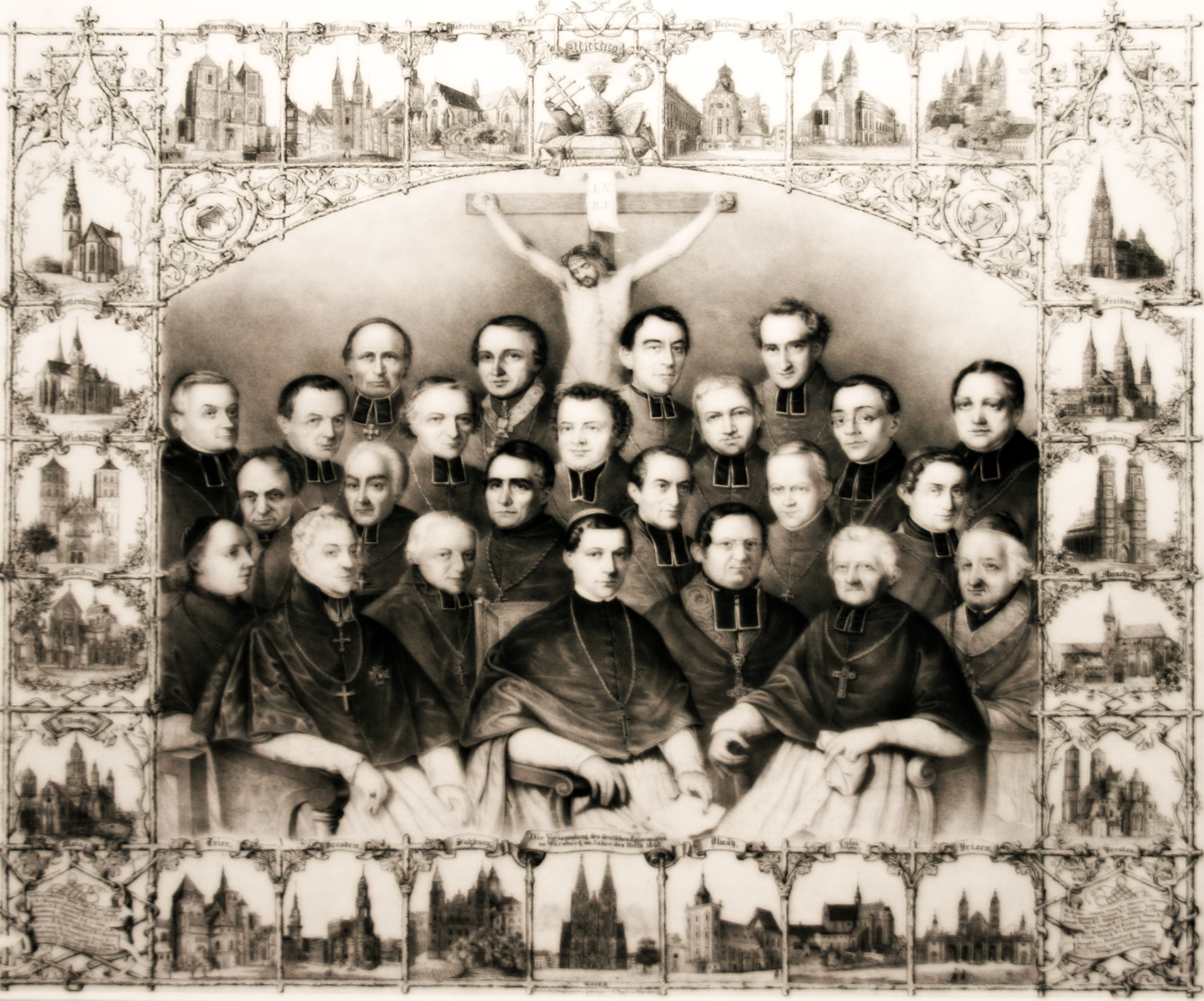
Image commémorative de la conférence épiscopale de Wurtzbourg avec les portraits des évêques participants et leurs cathédrales.

La conférence épiscopale de Wurtzbourg en 1848 est une réunion de travail de quatre semaines des évêques catholiques allemands. Elle peut être considérée comme la naissance des conférences épiscopales allemande et autrichienne.

## Histoire
La réunion commence le 21 octobre 1848 après l'invitation trois semaines auparavant de l'archevêque de Cologne Johannes von Geissel et finit après des discussions longues, de façon inattendue le 16 novembre. Les participants sont les 25 évêques diocésains ou leurs représentants et des conseillers théologiques choisis, pas de laïcs. Le lieu est d'abord le séminaire de Wurtzbourg, puis les trois derniers jours, le couvent franciscain de Wurtzbourg. L'évêque de Wurtzbourg est Georg Anton von Stahl.
Les évêques sont soumis à une discipline de travail stricte avec huit heures par jour de conférence. Le moment de liturgie le plus important est une messe pontificale dans la cathédrale Saint-Kilian de Wurtzbourg sous la direction du Primas Germaniae (de), le cardinal et archevêque de Salzbourg Frédéric-Joseph de Schwarzenberg. Un caractère de bienfaisance notable est un repas à 300 pauvres de la ville, où les évêques participent en personne au service de table.
L'invitation à court terme, le nombre élevé de participants et la longue durée de la réunion sont la preuve de l'urgence des problèmes. La fin du riche ordre ecclésiastique avec de grands États théocratiques a eu lieu il y a un demi-siècle et la réorganisation des diocèses allemands seulement 25 ans. Depuis le 18 mai 1848 se tient à Francfort-sur-le-Main l'assemblée nationale dans l'église Saint-Paul, elle négocie une nouvelle organisation étatique et constitutionnelle de l'Allemagne. Les évêques allemands ne sont pas indifférent à cet événement politique. Ils formulent des déclarations politiques sur les relations entre l'Église et l'État, l'instruction scolaire par l'église, le statut juridique du clergé et sur les questions d'ordre social et des entreprises. Ils adoptent trois mémorandums : un sur la liberté religieuse, un sur le gouvernement et un sur le clergé.
Il n'y a pas eu de tentative d'un synode national officiel, car il faut l'autorisation du pape Pie IX, la Curie craint des tendances religieuses nationales et les évêques bavarois se sont organisés lors de la conférence de Freising (de) de même que les évêques autrichiens de leurs côtés.

## Participants
La lithographie de 1848 montre sur le premier rang de gauche à droite :
- Karl August von Reisach (1800−1869), archevêque de Munich et de Freising
- Maximilian Joseph Gottfried Sommerau Beeckh (1769–1853), archevêque d'Olmütz
- Bonifaz Kaspar von Urban (1773–1858), archevêque de Bamberg
- Friedrich zu Schwarzenberg (1809–1885), archevêque de Salzbourg, cardinal
- Johannes von Geissel (1796–1864), archevêque de Cologne
- Hermann von Vicari (1773–1868), archevêque de Fribourg-en-Brisgau
- Bernhard Galura (de) (1764–1856), prince-évêque de Bressanone

Sur le deuxième rang de gauche à droite :
- Melchior Ferdinand Joseph von Diepenbrock (1798–1853), prince-évêque de Breslau, également membre du Parlement de Francfort
- Carl Anton Lüpke (de) (1775−1855), évêque auxiliaire d'Osnabrück et évêque titulaire d'Anthédon (de)
- Peter von Richarz (1783–1855), évêque d'Augsbourg
- Peter Leopold Kaiser (1788–1848), évêque de Mayence
- Heinrich von Hofstätter (de) (1805–1875), évêque de Passau
- Georg Anton von Stahl (1805–1870), évêque de Würzburg

Sur le troisième rang de gauche à droite :
- Johann Georg Müller (1798–1870), évêque de Münster, également membre du Parlement de Francfort
- Valentin von Riedel (1802–1857), évêque de Ratisbonne
- Nikolaus von Weis (de) (1796−1869), évêque de Spire
- Jakob Joseph Wandt (de) (1780–1849), évêque de Hildesheim
- Wilhelm Arnoldi (de) (1798–1864), évêque de Trèves
- Peter Joseph Blum (1808–1884), évêque de Limburg
- Franz Drepper (de) (1787–1855), évêque de Paderborn
- Anastasius Sedlag (1787–1856), évêque de Kulm à Pelplin, également membre du Parlement de Francfort
- Georg von Oettl (1794–1866), évêque d'Eichstätt
- Josef von Lipp (1794–1869), évêque de Rottenburg
- Joseph Dittrich (de) (mort en 1853), évêque titulaire de Corycus (de), vicaire apostolique (de) du royaume de Saxe

Sur la représentation manque Franz Großmann, évêque auxiliaire d'Ermland.